# 甲府道祖神祭礼
甲府道祖神祭礼（こうふどうそじんさいれい）は、江戸時代の都市祭礼。江戸後期に甲斐国の甲府城下町で行われた小正月の道祖神祭礼で、城下の大通りを浮世絵が描かれた幕絵で飾る点を特色とする。別称に甲府道祖神祭り。

## 甲府城下町の成立と道祖神祭礼

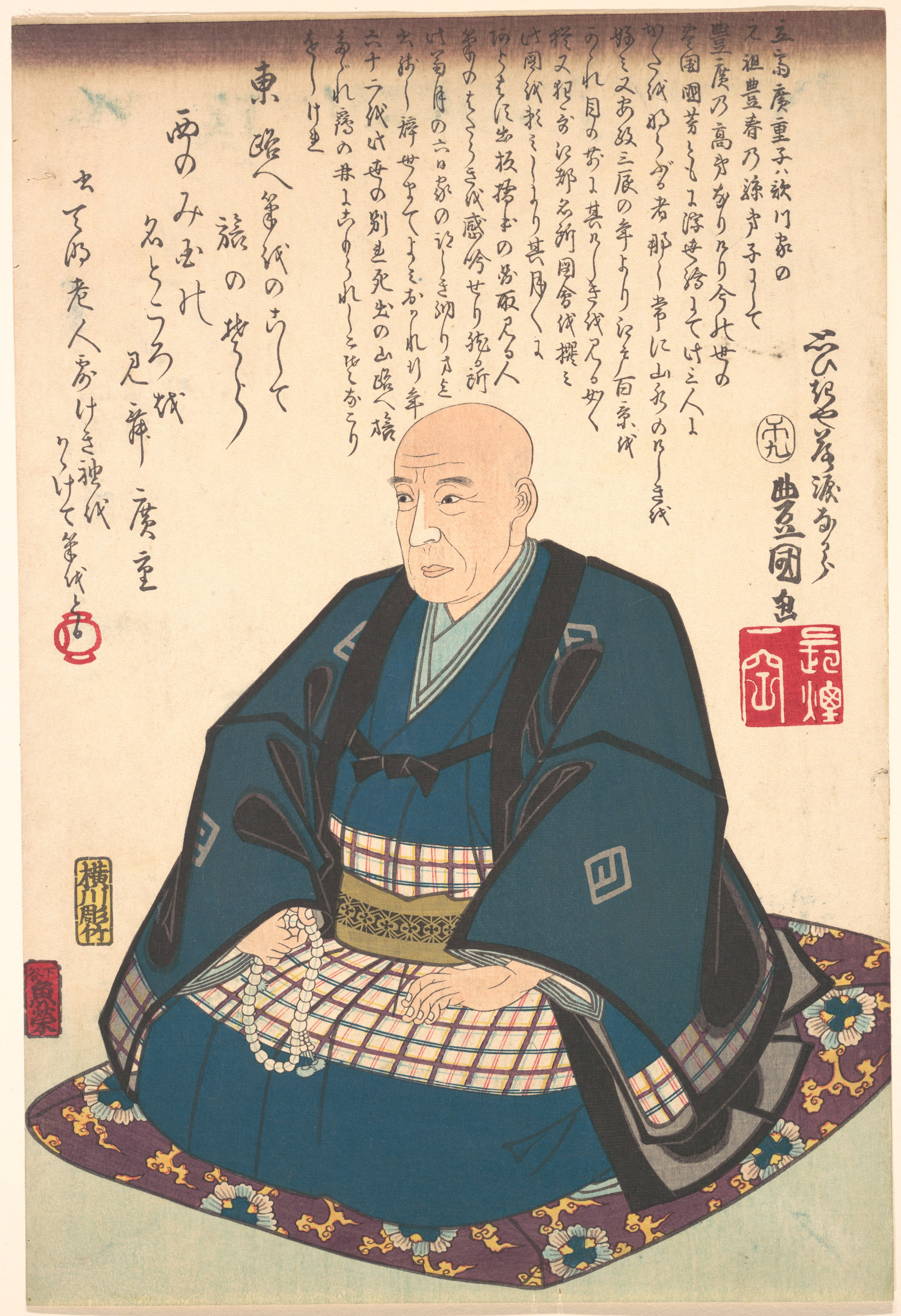
初代歌川広重肖像（3代豊国・筆）

甲府は戦国期に甲斐守護武田氏の本拠である城下町として発展し、武田氏の滅亡後も甲府は甲斐統治の政治的拠点として機能した。近世初頭には戦国期の武田城下町南端にあたる一条小山に甲府城が築城され、甲府城下町は南方に遷移し城下町が再形成された。近世甲府城下町は甲州街道が東西に通過するほか諸街道が結集する甲府柳町宿が成立し、年貢米も集積される経済都市としても機能し、江戸中後期には亀屋座などの芝居小屋も出現し町人文化が興隆した。
甲府城下を中心とする国中地方は当初甲府藩が設置され大名支配が行われていたが、享保9年（1724年）には甲斐一国が幕府直轄領となり、甲府城下には甲府勤番が設置され町方支配が行われ、甲府町政は甲府町年寄によって担われていた。
道祖神祭礼は農作物の豊穣を祈念する民間信仰で、甲府町方のみならず甲斐国一円で行われ、今日でも小正月行事として様々なツクリモノが作られる民俗行事が行われている。道祖神祭礼は近世期には全県的に記録が残り、民俗的意義のみならず共同体としての庶民の娯楽であった点や、景気浮揚効果も意図して実行されていた点が注目されている。

## 甲府道祖神祭礼の開始と広重の来甲
甲府城下における道祖神祭礼の存在は17世紀段階から確認され、道祖神祭礼そのものの起源は古くに遡る可能性が考えられている。
甲府道祖神祭礼に関する記録は宝暦2年（1752年）成立の『裏見寒話』をはじめ、文化13年（1816年）の『日本九峰修行日記』、天保12年(1841年)の歌川広重『甲州日記』、嘉永3年（1850年）成立の『甲斐廼手振』、慶安2年（1866年）成立の『甲州道中記』などに見られる。
いずれも甲府道祖神祭礼の華美な実態を伝えており、『日本九峰修行日記』1月15日条に拠れば注連飾りが巡らされた城下各地では狂言が演じられ、巨大迷路や人々が女装して庭園の植木や置石に仮装して名所風景を再現するなど、様々な趣向が凝らされていたという。また、『甲州道中記』では大通りのオヤマ（飾り物）や幕絵の様子が記され、当日は子供が道行く旅人から賽銭をねだっていたという。
甲府道祖神祭礼は幕絵で大通りを飾る習慣を特異とし、これは全国的にも類例が見られない。天保12年(1841年)の歌川広重『甲州日記』において初めて確認され、広重は甲府道祖神祭礼の幕絵製作のために甲府町人に招かれて来甲し、幕絵で大通りを飾る形態の道祖神祭礼は翌天保13年正月からであると考えられている。
『甲州日記』に拠れば広重は天保12年4月2日に江戸を出立し4月5日に甲府へ到着しており、日記に記される4月23日までは緑町一丁目（甲府市若松町）の伊勢屋栄八宅に滞在している。日記後半部分では同年11月13日から20日まで甲府に滞在しており、20日は甲府を出立し江戸へ帰還している。広重は甲府町人から歓待され幕絵製作のほかいくつかの作品を残しており、『甲州日記』には甲斐名所のスケッチも記されていることから、各地を遊歴したと考えられている。また、『甲州日記』においては亀屋座での芝居見物や料理屋での接待など遊興を行っている点も甲府城下の活況を示す記述として注目されている。

## 甲府道祖祭礼幕絵

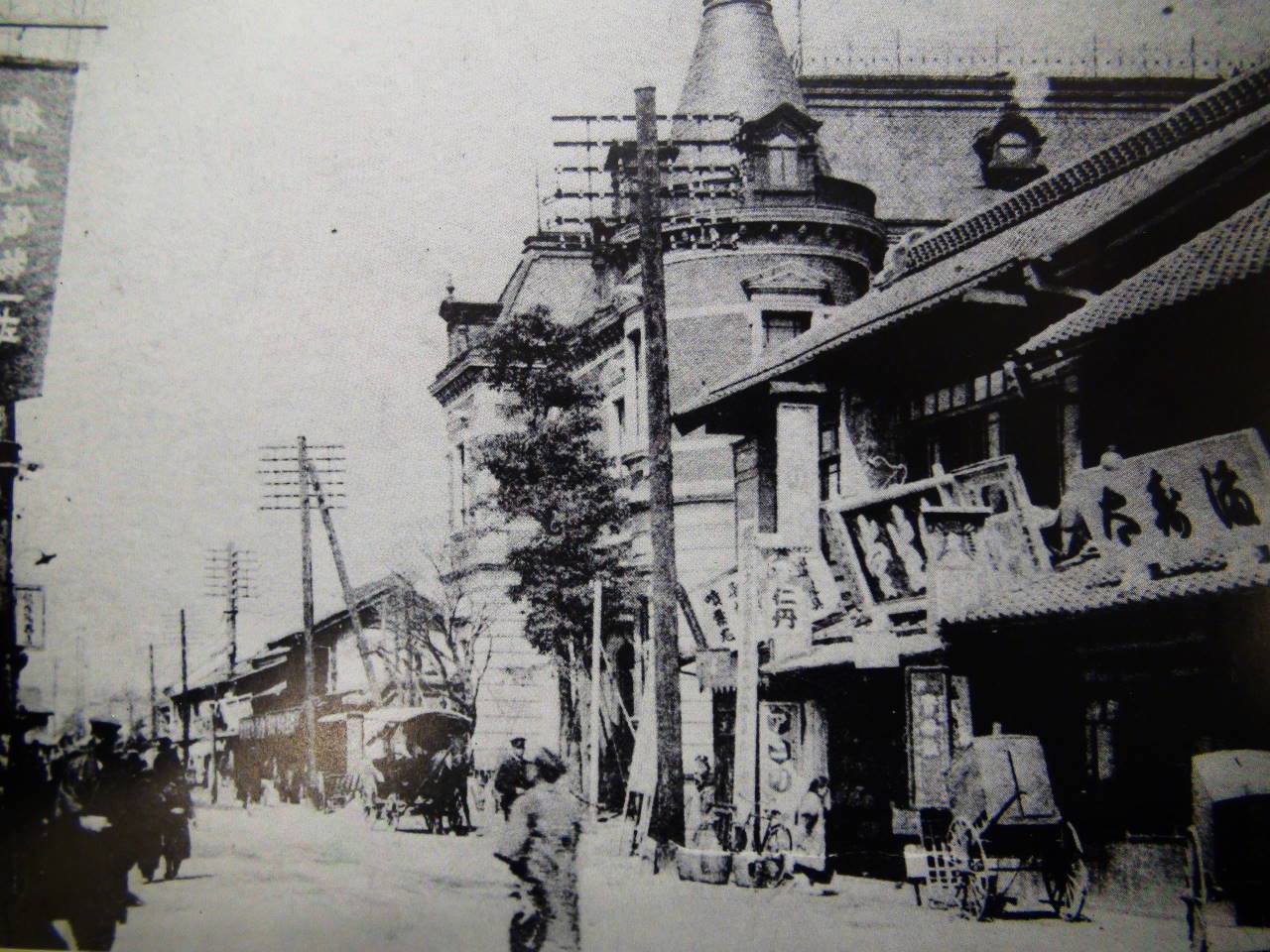
明治45年（1912年）頃の甲府八日町通り

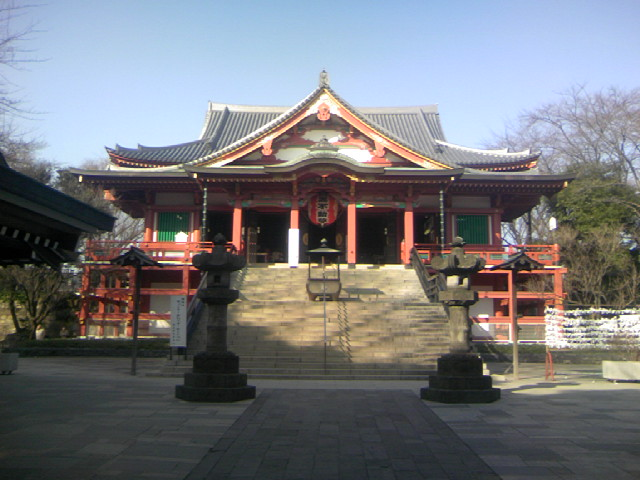
瀧泉寺（目黒不動）

### 現存する幕絵
甲府道祖神祭礼幕絵の現物は明治初年の通達の影響で大半が廃棄されたため散逸しており、現在では山梨県立博物館収蔵の初代広重筆の「東都名所　目黒不動之瀧」、二代広重筆の「東都名所　洲崎汐干狩」、個人所蔵の月岡芳年「太閤記　佐久間盛政羽柴秀吉を狙う」3点が現存している。ほか、伝存している幕絵として歌川国虎「和漢名将伝 本武尊」「足利尊氏」の2点が知られるが、現在は所在不明となっている。

#### 初代広重「東都名所 目黒不動之瀧」・二代広重「東都名所 洲崎汐干狩」
山梨県博収蔵の2点はいずれも麻布製で高さ約1.6メートル、横幅10メートル、麻布五反を横方向に継いだ画面に広重が得意とする江戸名所の黒不動境内が俯瞰構図で描かれている。画面上下と四隅のすやり霞部分を藍染めされた上に墨で下書きされ、岩絵具で彩色が施されている。右端には画題、左端には広重の署名と書き印があり、いずれも緑町一丁目の大通り（現在の遊亀通り）に飾られていた幕絵で、本来は東都名所の幕絵が10点以上製作されていたと想定されている。
初代広重の「目黒不動」は東京都目黒区下目黒の瀧泉寺（りゅうせんじ）で、広重は生涯で目黒不動を六点ほど描いている。太田記念美術館所蔵の『江戸近郊図写生帖』『江戸名所写生帖』には初代広重による目黒不動のスケッチがあり、幕絵は喜鶴堂版の錦絵「東都名所 目黒不動詣」に似ていることが指摘され、広重はスケッチを作品に活かしていると考えられている。一方、二代広重の「洲崎汐干狩」は東京都江東区木場の洲崎神社と汐干狩（しおひがり）の情景を描いている。洲崎も初代広重が多く手がけた風景で、幕絵は同じ喜鶴堂版の「東都名所 洲崎しほ干狩」と似ていることが指摘される。

### 月岡芳年・歌川国虎

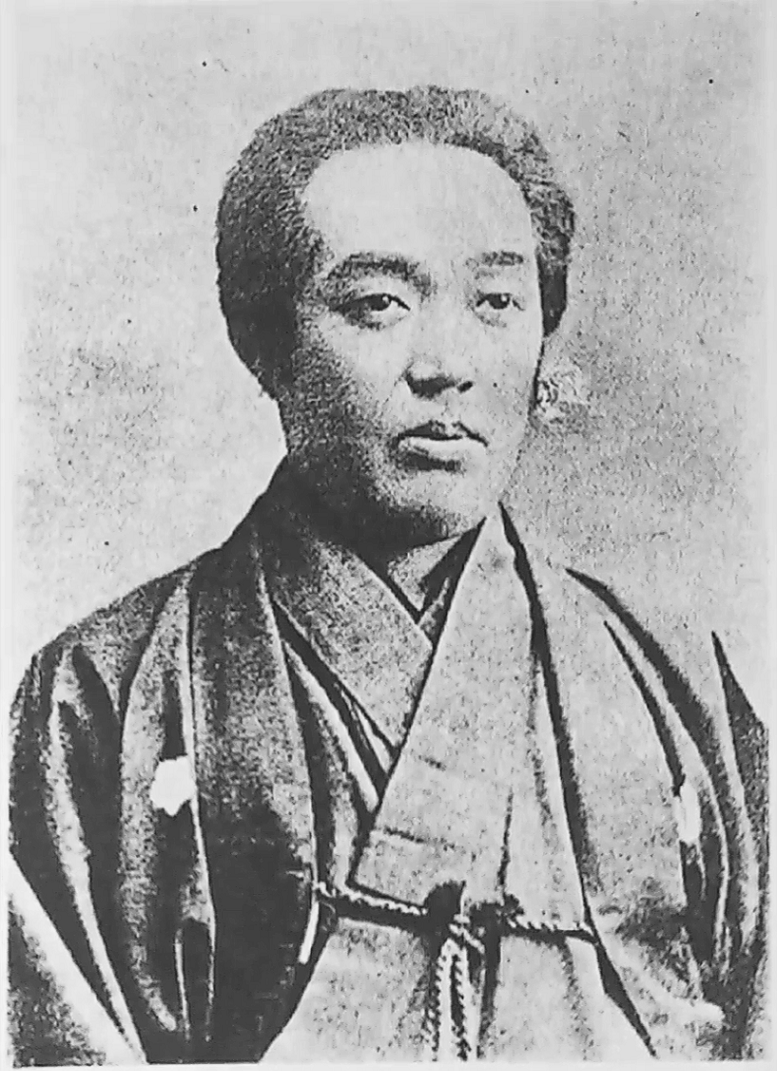
月岡芳年

月岡芳年は「一魁斎芳年」の筆名で「太功記 佐久間盛政 羽柴秀吉を狙ふ」を制作している。慶応年間の作。福富太郎コレクション資料室所蔵。
豊臣秀吉（羽柴秀吉）の生涯を題材とした作品で、天正11年（1583年）の賤ヶ岳の戦いにおいで、秀吉が柴田勝家の甥にあたる佐久間盛政と対峙する場面を描いている。寸法は縦195.0センチメートル、横900.0センチメートル。若尾謹之助『甲州年中行事』によれば、柳町四丁目に飾られたという。1930年（昭和5年）には内田實が『廣重』において記録している。幕絵は一時所在不明となり、1976年（昭和51年）に再発見される。
甲府の古老の聞き取り調査によれば、他に子守が嫌になった秀吉が逃げ出す様子を描いた図があったという。
月岡芳年（1839年（天保10年） - 1892年（明治25年））は江戸新橋に生まれ、歌川国芳に入門すると安政元年（1860年）頃から盛んに活動し、特に怪奇的な作品を多く手がけた。1872年（明治5年）頃には一時精神を病むが、明治後も『錦絵新聞』の挿絵などで活躍した。
芳年は慶応年間に道祖神幕絵制作を目的に甲斐を訪れているほか、明治期にも来訪している。山梨県内の作例として、南アルプス市の新津家に伝来する新津家伝来肖像画に含まれる新津家当主を描いた「新津清右衛門正光像」などの肉筆画がある。
1938年（昭和13年）・1953年（昭和28年）に開催された輔仁倶楽部主催「峡中浮世絵展覧会」では屏風絵や襖絵など、多くの芳年作品が出展されておりいる。この展覧会が開催された年代は、出展作品に象と見立文殊菩薩を描いた金屏風に干支の「辛未」が記されていることから1871年（明治4年）にあたり、芳年もこの年に山梨を訪れていたと考えられている。

### 幕絵の飾り方
山梨県博収蔵の2点の幕絵は破損や窶れ（やつれ）のため2004年（平成16年）に東京都渋谷区にある文化財修理の専門工房において修復が行われた。その際に行われた現物調査で幕絵には30センチメートルの「物見の穴」が開けられ、幕絵の一部には「礼」字、二代広重「洲崎汐干狩」の乳（吊るし手）には幕絵の管理者を記す文字が記されており、幕絵の上方は雨だれ、下方にはかすれによる痛みがあり、実際に大通りの露店に飾られていたことが確認された。
幕絵はいずれも後代の補修を経ているため正確な当初の形態は不明であるが、現在確認される寸法や麻布の継ぎ方、物見の穴の大きさや位置関係などから、幕絵は『甲陽軍鑑』などの軍学書に記される陣幕の故実礼法に基づいて製作されていたと考えられている。
『甲州道中記』や歌川広重『諸国祭礼尽双六』には実際に幕絵が飾られていた様子が記されており、幕絵は大通り両側の建物前に幕串を立て大通りを囲い込むように飾っていたと想定されている。
広重の描いた幕絵の原物は少ないが、甲府柳町三丁目の商家には伝歌川広重筆の東海道五十三次画稿39枚が伝来しており、これに関連して幕絵を管理した世話人幕番付も残されている。伝広重筆の肉筆画稿は幕絵の下書きで、東海道五十五駅を39枚の幕絵で構成している。画稿はすべて同じ寸法であることと、現存する幕絵の寸法がこれに一致することから、幕絵はすべて同じ寸法で製作されていたと考えられている。また、柳町大通りの総延長は195間で、この間に39枚の幕絵を飾ると一枚あたりの横幅は陣幕作法とほぼ一致する5間（約9メートル）に相当することから、甲府道祖神祭礼に際した幕絵の構成は当初から陣幕作法に基づいており、広重もそれに則して製作作業を行っていたと考えられ、『甲州日記』には陣幕儀礼とおぼしき記述も見られる。
また、二代広重「洲崎汐干狩」の乳には「東三」「岩彦前」「岩彦すさき弁天」の文字があり、「岩彦」は瀬戸物・醤油商の岩彦屋彦左衛門、「すさき弁天」は画題を意味すると考えられている。緑町一丁目東側の総延長は36間であるが、北から間口8間の「善兵衛」に続いて間口19間に岩彦屋前にあたり、「東三」は緑町一丁目東側三番目を意味すると考えられている。同じく東町一丁目西側の総延長は35.5間で、現存する幕絵の横幅から換算すると幕絵は11～12枚製作されたと考えられ、緑町一丁目に飾られた広重の浮世絵は11枚のシリーズである佐野屋嘉兵衛「江戸名所」が候補に考えられている。
『甲斐廼手振』、『甲州年中行事』には各町の幕絵画題が記されており、緑町では二丁目に曽我物語（後に淵里「頼朝一代記」）、八日町一・二丁目では歌川国虎「和漢名将伝」、同三丁目では「甲州道中宿々」、柳町一丁目では二代広重「田舎源氏」、同二・三丁目では岸連山「京都名所」、同三丁目では初代広重「東海道五十三駅」、同四丁目では月岡芳年「太閤記」、魚町三丁目では淵里「忠臣蔵」、連雀町では「千羽雀」、青沼町では「諸国名所」であったとされ、いずれも甲州街道沿いの町々にあたる。
江戸時代の地方城下町においては、多くが京都を発祥として全国に広まった巨大な山車を練り歩かせる形態が一般的で、山梨県内でも都留市四日市場に鎮座する生出神社（都留市四日市場）の例祭が発達した谷村城下町の八朔祭りにおいては山車が出されている。甲府道祖神祭礼において山車が用いられずに幕絵を飾る形式になった背景には、江戸時代の甲府城下では町触において甲府城下での上水を破損させる恐れのある大八車の使用を禁止していることから、当時甲府城下に存在していた甲府上水の破損を防止する意図であった可能性が考えられている。

## 甲府道祖神祭礼の運営

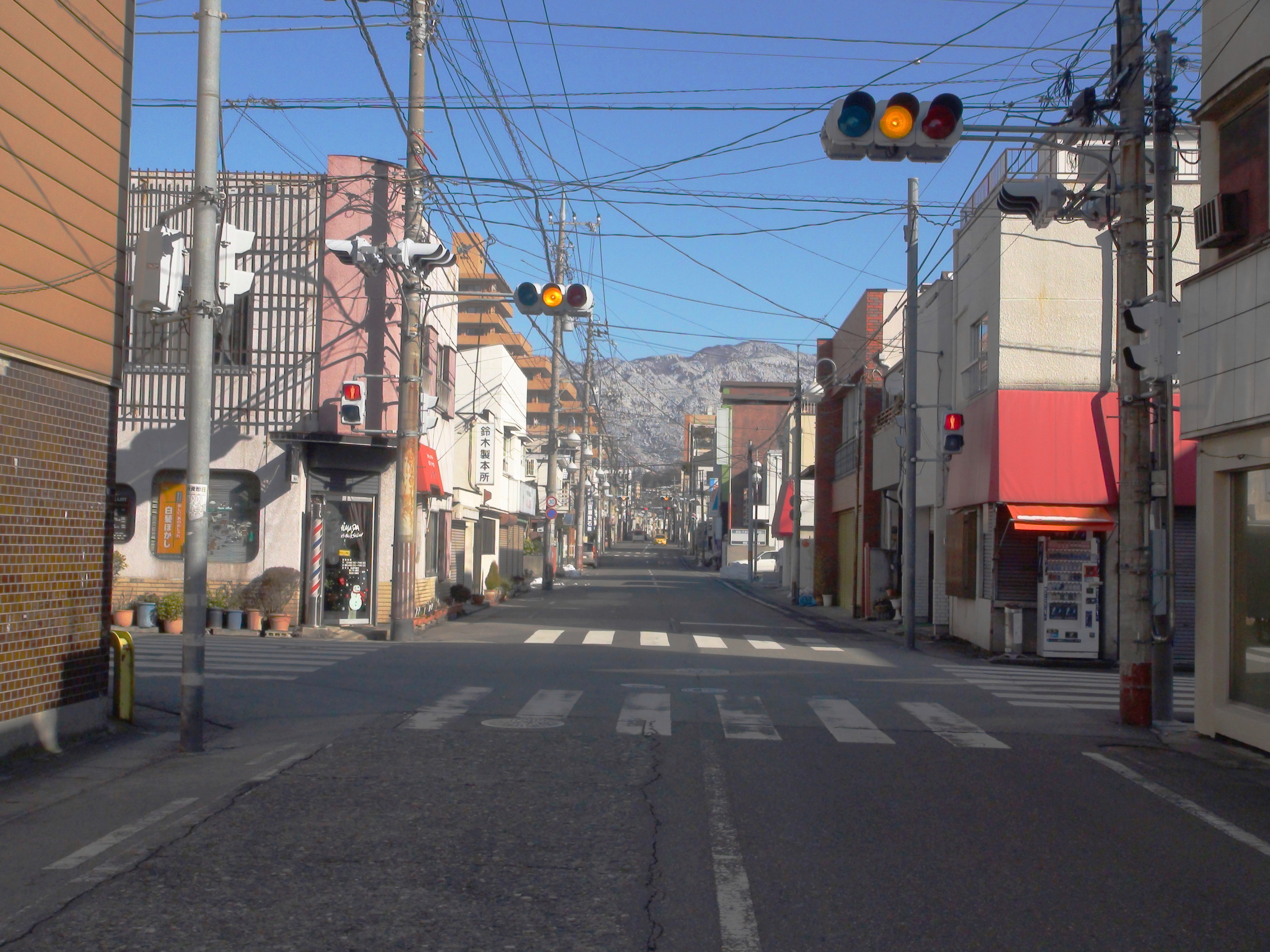
現在の甲府八日町通り

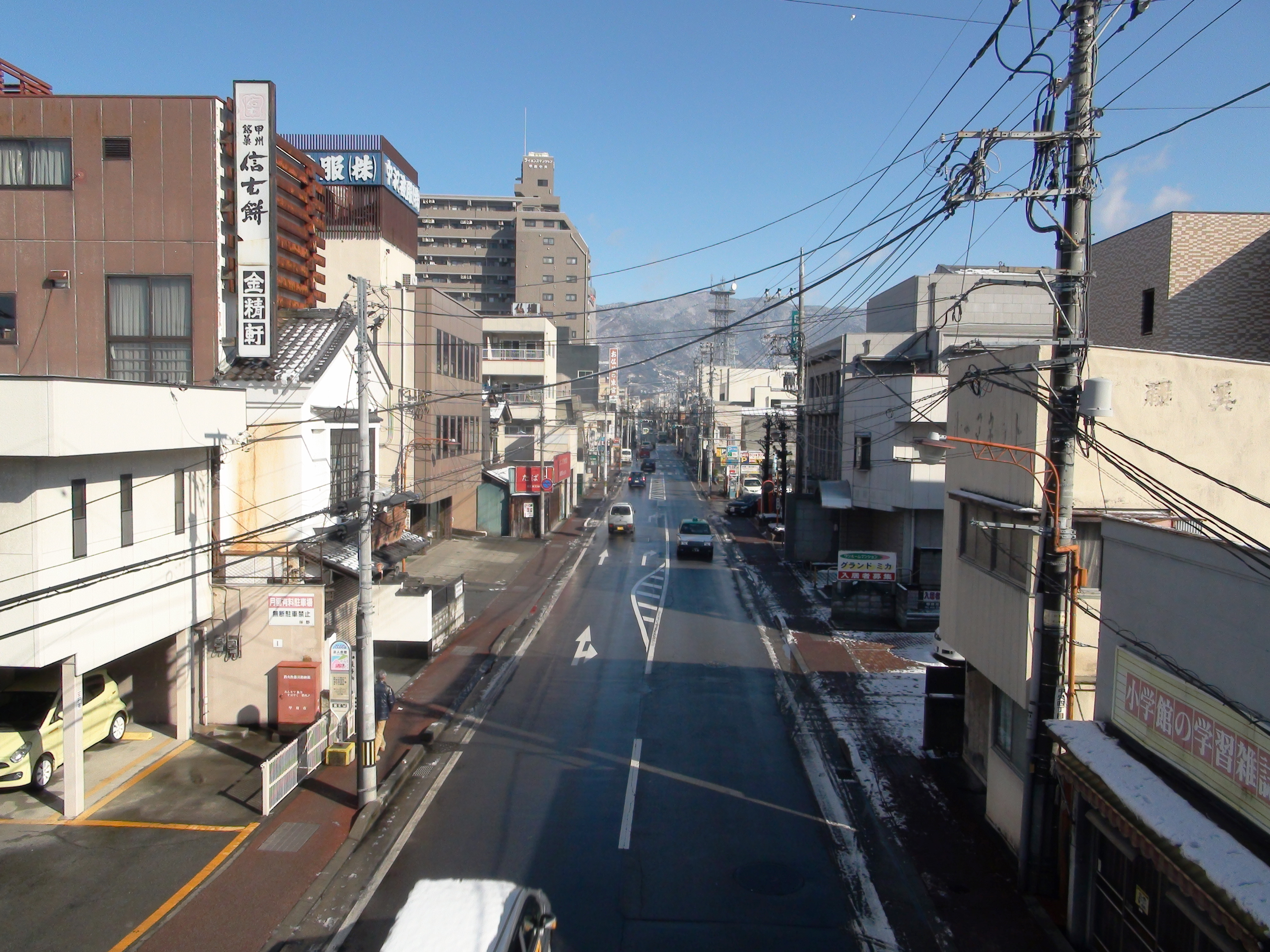
緑町と呼ばれていた付近（現在の甲府遊亀通り）

甲府市は戦時下に甲府空襲の被害を受け、近世期に関する歴史資料の多くが焼失しているため甲府道祖神祭礼の実態に関する資料も稀少であるが、山梨県立博物館所蔵甲州文庫には八日町一丁目の道祖神祭礼に関する勘定帳簿である『甲府道祖神祭礼永代帳』（以下『永代帳』）が含まれ、甲府道祖神祭礼の経済的側面や運営に関する資料として注目されている。
『永代帳』に拠れば、甲府道祖神祭礼を実行する費用は人生儀礼や不動産関係など様々な慶事の名目に対する祝儀金が主体で、祝儀高の基準は宝暦13年（1763年）に定められたという。不足分は屋敷の間口に応じて徴収される間口高によって賄われている。また、甲府道祖神祭礼においては若者集団や都市下層民が不当に祝儀金を徴収し、祭礼執行の中核である会所において酒食に浪費するなど逸脱行為が存在し、祭礼を主導する家持の富裕層に反発する下層町民も彼らに加担していたと言われ、甲府道祖神祭礼においては表通りに店を構える富裕町人と裏店の下層町人という甲府城下の階層的対立が指摘される。
こうした若者集団・下層民の逸脱に対して家持町人は主導権の掌握を図り、文政10年（1827年）には家持層が主導して祝儀高を定め、祭礼に関わる諸道具や祭礼の中核となっていた会所を管理するなど逸脱行為の統制に務めている。
祝儀高は特に婚礼や不動産関係が特に高額であることが指摘されている。祝儀金の徴収は実際には町人の経済的状況などから祝儀高通りには徴収されていないが、一方で慶事の有無や金額の大小に関わらず積極的に奉納を行う町人が富裕・下層を問わずに認められることが指摘される。
甲府道祖神祭礼の支出金額の推移は、『永代帳』の記載範囲によれば運営が若衆・下層民に主導されていた安永後年から天明年間には平均した22貫余が支出されている高額傾向にあり、うち祝儀高は18貫余りとなっている。対して寛政中期から享和初年には支出額も減少し平均15貫余りが支出されて、祝儀高も減少し平均8貫余となっている。この時期の支出額の減少は寛政の改革による倹約令の影響であると考えられており、寛政5年には甲府城下でも倹約を命じる町触が発せられている。一方、この時期は若衆・下層民から家持層が祭礼の主導権を掌握した時期であり、従来の祝儀高に左右された不安定な運営から、間口高徴収による安定した祭礼運営が完成した時期とも評価されている。
文化・文政年間には一転して支出額が増加し、平均20貫以上が支出されており祝儀高の割合も増加する。文化3年（1806年）には最高額の60貫が支出されており、護符など神事に関係する経費が特に多く支出されている。享和3年（1803年）4月には甲府城下で大火が発生しており、この時期には疫病も流行し、甲府町年寄の坂田忠実も歴代の坂田家当主と比較して特に高額の奉納を行っている事実もあり、こうした高額支出の背景には災害・社会不穏による道祖神信仰の加熱があったと考えられている。なお、野田泉光院はこの時期の甲府道祖神祭礼の様子を見聞している。
さらに文政年間にも引き続き支出額は高額傾向にあるが、文政11年（1828年）には笛吹川や荒川における洪水で甲府城下にも被害が起きており、文化年間と同様の事情で道祖神信仰の加熱があったと考えられている。
『永代帳』の記載は文政9年までとなっており以降の支出傾向は不明であるが、天保7年（1836年）には甲斐一国規模となった天保騒動が発生し城下においても打ちこわし被害を受けているほか、天保飢饉の発生など天保年間にも災害・社会不穏は起きており、天保13年(1841年)には歌川広重が招かれ幕絵製作を行っている。
『甲州日記』に拠れば広重は幕絵製作の手付金として5両を受け取っており、広重が受け取った最終的な礼金はその数倍に及んでいたと考えられている。広重の来甲に近い文政年間における道祖神祭礼の経費は平均して3両余りで、幕絵は城下全体で数百枚製作されたと推定され、さらに幕絵の素材である麻布や幕串などの諸経費と合計するとこの天保年間における甲府道祖神祭礼に関する支出は莫大な額に及んでいたと考えられている。
その背景には天保騒動の余波による甲府城下の衰微があり、祭礼には復興祈念や景気浮揚があったと考えられている。

## 甲府道祖神祭礼の歴史的背景
近世後期の甲斐国では在方における諸産業の発達により甲府町方では経済的衰退が起こり、また城下はたびたび自然災害や社会不穏の影響を受けた。こうした経済・社会的状況と『永代帳』における支出の年次的増加は相関していることから、甲府道祖神祭礼の歴史的背景には経済・社会的苦境に陥った際の都市において、宗教的な道祖神への信仰が興隆したものと考えられている。
陣幕は本来武家の作法であるが、近世には一般社会においても芝居小屋などで悪霊・邪気を防ぐ効果を期待した陣幕の作法が浸透しており、広重『甲州日記』における幕絵製作に関する記事には陣幕作法とみなせる記述があることも指摘されている。また、広重の『名所江戸百景』は嘉永7年（1855年）の安政の大地震において被害を受けた江戸の復興を祈念した世直しの意図も指摘されており、江戸名所が描写された甲府道祖神幕絵にも甲府城下の都市復興を祈念した意図があると考えられている。
また、甲府道祖神祭礼の運営においては若衆・下層民から家持町人へ主導権が変化しているが、一方で祭礼の執行は都市下層民への雇用確保や富の還流をもたらすため、城下における景気浮揚や社会不穏の解消という機能ももっていた点が指摘され、宗教的意味合いのみならず現実的な景気浮揚の効果も及ぼしていたと考えられている。

## 甲府道祖神祭礼の廃絶と研究史

### 甲府道祖神祭礼の廃絶

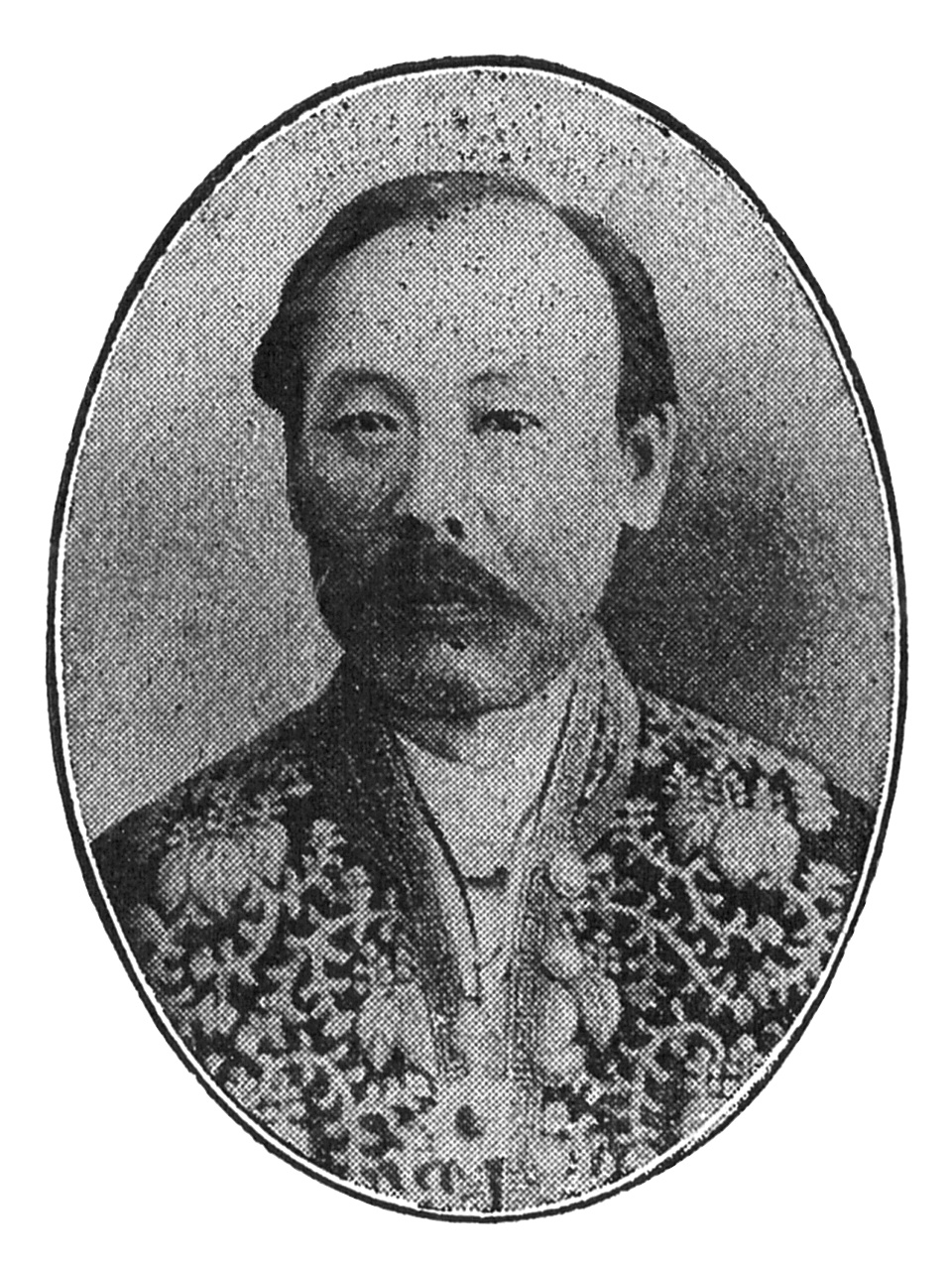
藤村紫朗

明治初期には県令藤村紫朗の主導する改革で民俗に対する布達や禁令が発せられ諸祭礼は縮小・消滅し、明治2年（1869年）1月8日甲府の「市村道祖神祭礼弊習禁止令」や明治5年（1872年）11月14日甲府「道祖神廃止令」により甲府道祖神祭礼も廃絶した。
甲府道祖神祭礼は明治期に廃絶したが、現在の旧甲府城下地域では道祖神信仰が現存している。一例として甲府市中央の魚町では道祖神を祀る祠があり、地面から数十センチメートルほど高い位置に、丸石の神体を収める屋根付きの木造祠が安置されている。こうした形態的特徴から、甲府城下の道祖神は屋根神のように高い位置に祀られていたとも考えられている。

### 甲府道祖神祭礼の研究史
明治20年代にはキリスト教牧師山中共古（笑（えむ））『甲斐の落葉』や大正年間の若尾謹之助『甲州年中行事』など郷土研究により甲府道祖神祭礼の記録も作られた。
甲府道祖神祭礼に関する研究は歌川広重『甲州日記』に関する研究に付随し、明治中期から『甲州日記』が刊行・紹介されると主に美術史の観点から注目されている。1936年（昭和11年）には「目黒不動之瀧」が東京の浮世絵商所蔵品として紹介され、『甲州日記』に関する現地調査が行われ甲府市において甲府道祖神祭礼や広重関係の諸資料が発見され、野口二郎ら郷土研究者によるの調査も行われた。
1983年（昭和58年）には太田記念美術館で「抒情絵師 広重画業」展、2000年（平成12年）には山梨県立美術館で「甲府道祖神祭りと広重の幕絵」展が開催され、幕絵が一般に公開された。
また、平成期に整備構想がスタートした山梨県立博物館においては幕絵や甲府道祖神祭礼・広重に関する資料を収集しており、整備段階から甲府道祖神祭礼を常設展示における主要なテーマの一つに設定している。開館前年の2004年度には幕絵の修復を行い、開館記念特別展「やまなしの道祖神」展をはじめ展示においてたびたび公開している。博物館の構想段階では祭礼の実態も不明であったが、関連資料の調査や歴史学のみならず建築史・民俗学の研究者を交えた検討により考証を行い、常設展示では祭礼の要素をジオラマで再現した。
2004年には同博物館所蔵の幕絵2張（初代広重筆「東都名所 目黒不動之瀧」、2代広重筆「東都名所 洲さき汐干狩」）が山梨県指定有形文化財となった。
また、2006年にはアメリカ人の所蔵となっていた『甲州日記』原本が再発見され、これに際して山梨県博では総合調査を実施しており、従来の美術史的観点のみならず、歴史的観点からも甲府道祖神祭礼へのアプローチを行っている。
また、戦後山梨県では武田信玄に象徴される歴史遺産や自然遺産を観光資源とした観光業が主要産業化しており、甲府市では毎年4月の信玄公祭りを実施し、躑躅ヶ崎館跡（武田氏館跡）や甲府城跡を整備し町づくりに務めている。一方、甲府道祖神祭りの行われていた現在の甲府中央商店街では明治以降に甲府市街の中心地が西方に移動したことや戦後のモータリゼーションの影響などで商店街の衰退が問題となっており、活性化計画のひとつして甲府道祖神祭礼にも着目している。甲府商工会議所では幕絵の原寸大レプリカを作成しており、山梨県立博物館と共同で甲府市街地における幕絵の復元も実施され、NPOと共同した幕絵の飾られた甲府城下を散策する教育交流事業も実施されている。
2013年には「富士の国やまなし国文祭」が開催され、幕絵を募集した「幕絵甲子園」などのイベントが実施された。